# 파이잘 타히르
파이잘 타히르(말레이어: Faizal Tahir, 1978년 10월 26일 ~ )는 말레이시아의 작곡가, 가수이다. 쿠알라룸푸르 출신으로, 리얼리티 쇼 One in a Million의 준우승자로 알려져 있다. 그는 나시드(nasyid) 그룹 미르와나(Mirwana)의 전 멤버였으며, 2014년 시티 누르할리자의 앨범 <Fragmen>에 참여했다.